# Noorda caradjae
Noorda caradjae is een vlinder uit de familie van de grasmotten (Crambidae). De wetenschappelijke naam van de soort is voor het eerst gepubliceerd in 1902 door Hans Rebel.
De soort komt voor in de Jordaanvallei.